# Municipio de Cresson
El municipio de Cresson (en inglés, Cresson Township) es un municipio ubicado en el condado de Cambria, Pensilvania, Estados Unidos. Según el censo de 2020, tiene una población de 2839 habitantes.

## Geografía
Está ubicado en las coordenadas 40°26′54″N 78°34′58″O / 40.44833, -78.58278.

## Demografía
Según la Oficina del Censo, en 2000 los ingresos medios de los hogares eran de $35,375 y los ingresos medios de las familias eran de $46,908. Los hombres tenían unos ingresos medios de $31,836 frente a $24,018 para las mujeres. Los ingresos per cápita eran de $12,575. Alrededor del 11.3% de la población estaba por debajo del umbral de pobreza.
De acuerdo con la estimación 2015-2019 de la Oficina del Censo, los ingresos medios de los hogares son de $52,784 y los ingresos medios de las familias son de $70,670. Alrededor del 8.7% de la población está por debajo del umbral de pobreza.